# BMD-4
El BMD-4 (en ruso: Боевая Машина Десанта-4; Boyevaya Mashina Desanta-4, que literalmente se traduce como "Vehículo de combate de desembarco") es un vehículo de combate de infantería anfibio (IFV) que se originó en la Rusia posterior a la Guerra Fría. Originalmente designado como BMD-3M, el chasis del BMD-4 es el mismo que el del BMD-3, porque se desarrolló sobre la misma base. Este vehículo de combate blindado es uno de los más ligeros y uno de los más fuertemente armados de su clase, y posee una cantidad sustancial de potencia de fuego en comparación con sus homólogos. El vehículo fue diseñado para transportar tropas aerotransportadas rusas (VDV); aumentando su movilidad, armamento y protección en el campo de batalla.
Muchos componentes del vehículo, como la ergonomía y la posición de los pasajeros, permanecen relativamente sin cambios. Las principales diferencias entre el BMD-4 y sus predecesores radican en su armamento. El vehículo está equipado con la torreta Bakhcha-U, que consta de: un cañón estriado de baja presión 2A70 de 100 mm, un cañón automático coaxial 2A72 de 30 mm y una ametralladora coaxial PKT de 7,62 mm. El cañón estriado 2A70 es capaz de disparar rondas de fragmentación de alto explosivo y misiles antitanque guiados por láser. También cuenta con armas secundarias diseñadas para atacar y destruir la infantería enemiga y los vehículos de combate blindados. El sistema de control de fuego automatizado del vehículo está avanzado con nuevas características que simplifican el uso del armamento del vehículo por parte del artillero y el comandante.
El vehículo está diseñado por la 
fábrica de tractores de Volgogrado y el armamento fue desarrollado por la empresa unitaria KBP Instrument Design Bureau ubicada en  Tula. Kurganmashzavod es el fabricante oficial del vehículo. El único operador del BMD-4 es Rusia, donde entró en servicio a finales de 2004 y se ha producido desde entonces. En 2008, se introdujo una versión modernizada, designada como BMD-4M, con importantes contribuciones de Kurganmashzavod; el diseñador del BMP.

## Producción
El BMD-4 fue adoptado por las Fuerzas Armadas de Rusia el 31 de diciembre de 2004. En agosto de 2005, la 106 División Aerotransportada de Guardias recibió el primer lote de estos vehículos, con 60 vehículos en producción. En 2010, todas las compras adicionales del BMD-4 con la torreta "Bakhcha-U" se cancelaron junto con el 2S25. Más tarde, el coronel Gennady Anashkin señaló que el BMD-4 aún entrará en servicio debido a que el vehículo es una generación completamente nueva, esencial para el VDV. El comandante del  VDV, Vladimir Shamanov, dijo en una entrevista que el BMD-4 original poseía una base poco confiable, mientras que el BMD-4M modernizado es más que satisfactorio para las tropas aerotransportadas rusas.
El 21 de marzo de 2008, Kurganmashzavod dio a conocer una variante modernizada del vehículo que fue designado como BMD-4M. La causa principal de las alteraciones se debió a la quiebra del fabricante original, la fábrica de tractores de Volgogrado. En 2008, se planeó llevar a cabo pruebas integrales de un programa BMD-4 modernizado acordado con el Jefe de Gestión de Blindados del Ministerio de Defensa y el VDV. Según los resultados de las pruebas y Mijail Bolotin, presidente de Concern Tractor Plants (KTZ), la producción en masa se planeó inicialmente para el año siguiente. La producción en masa del BMD-4 modernizado se pospuso más tarde junto con el 2S25 Sprut-SD. Nikolay Makarov, el Jefe del Estado Mayor de las Fuerzas Armadas Rusas, descartó el BMD-4 como “una versión del BMP-3 sin protección y más costoso que un tanque”.
En agosto de 2012, Alexander Sujorukov, quien era entonces viceministro de Defensa, dijo que el vehículo blindado BMD-4N no cumple con los requisitos establecidos por el departamento militar ruso y no se comprará. Al mismo tiempo, una semana antes, Vladimir Shamanov dijo que el BMD-4M cumple totalmente con el VDV, que era más importante en este sentido que los requisitos del Ministerio de Defensa. Destacó que el destino del BMD-4M lo decide el presidente Vladímir Putin. El ejército ruso recibió otro lote prototipo del vehículo de asalto aerotransportado BMD-4M modernizado a mediados de 2014. Kurganmashzavod entregó ocho vehículos BMD-4M modernizados a la 106.a División de Asalto Aerotransportado de la Guardia, donde los vehículos continuaron siendo sometidos a pruebas.
"Los vehículos demostraron ser la tecnología del futuro: deambularon en diferentes condiciones climáticas, se lanzaron desde el aire, se probaron en el agua, incluso se volvieron a desplegar en el mar. Todo esto fue observado por la comisión, que recomendó suministrar al VDV [los vehículos] este año como resultado de las pruebas ", dijo el mayor general Andrei Kholzakov, subcomandante de VDV, el 15 de enero de 2015. Kholzakov agregó que la decisión de la comisión estatal se produjo como pruebas de campo de los vehículos de combate aerotransportados BMD-4M y BTR-MDM, Los vehículos blindados de transporte de personal MD Rakushka concluyeron con éxito en 2014. El BMD-4M, así como el BTR-MDM, entraron oficialmente en servicio en abril de 2016.

## Diseño

### Casco
El casco del BMD-4 tiene un gran parecido con el casco del BMD-3 pero con una serie de innovaciones. El BMD-4 tiene una tripulación de tres que consta de: un comandante del vehículo, un artillero y un conductor. Puede transportar hasta cinco pasajeros y es más espacioso que el BMD-1 y el BMD-2 originales. La suspensión está compuesta por seis ruedas pequeñas y cuatro rodillos de oruga a cada lado. El vehículo tiene una transmisión automática con cinco marchas para adelante y cinco marchas para atrás.

### Armamento

#### Primario

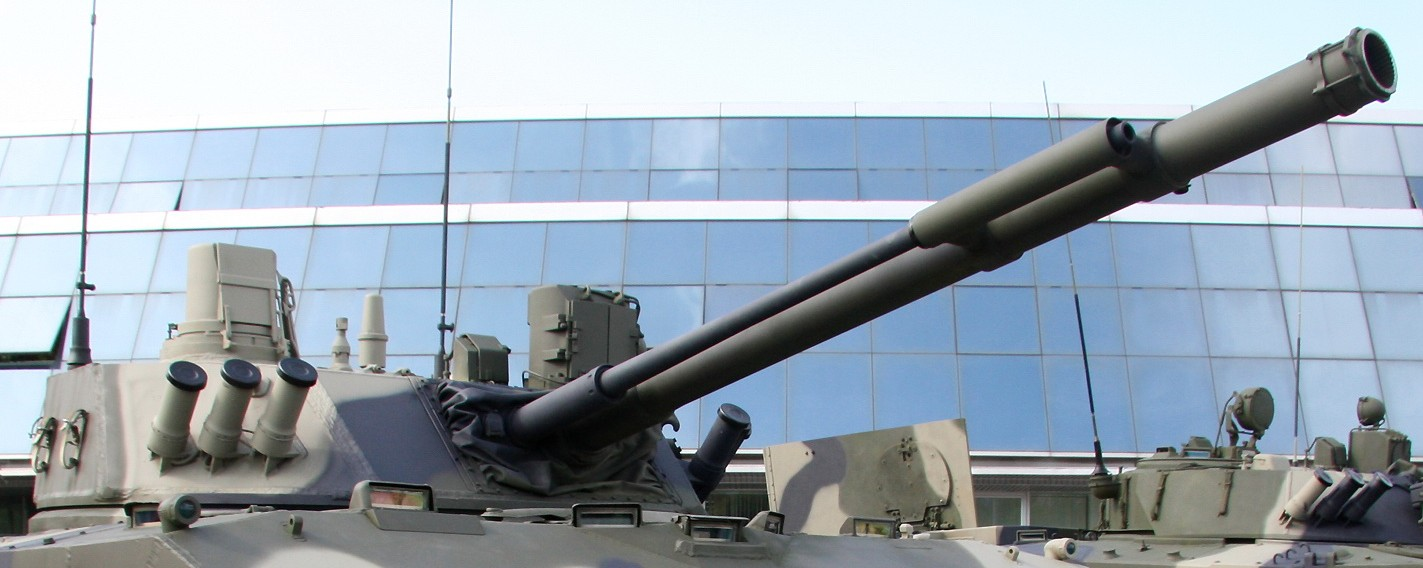
Primer plano de la torreta y el armamento principal

Ambos armamentos primarios del BMD-4 están instalados en una torreta conocida como Bakhcha-U (en ruso: Бахча-У; "Melon field") que consta de: un cañón estriado 2A70 de 100 mm, un cañón automático 2A72 coaxial de 30 mm y una ametralladora PKT coaxial de 7,62 mm. Este módulo está diseñado por KBP Instrument Design Bureau para unidades de infantería motorizadas sin el apoyo de tanques y artillería. La torreta Bakhcha-U se puede instalar en el chasis de otros vehículos militares, como el BMP-2, BMP-3 y BTR-90. Esta torreta tiene un recorrido completo de 360 ° y una elevación máxima de 60°; la depresión máxima es -6°. La mayoría de los objetivos blindados y no blindados pueden ser atacados por al menos dos tipos de armamento proporcionados por la torreta Bakhcha-U.
El cañón estriado 2A70 es capaz de disparar proyectiles guiados y no guiados. En la torreta del vehículo se transportan 34 proyectiles HE-FRAG no guiados listos para usar. El cañón de 100 mm está equipado con un cargador automático que dispara a una velocidad de 10 a 12 rondas por minuto, con un tiempo de carga de cada proyectil de 5 a 6 segundos. Las dos variantes de proyectiles HE-FRAG disponibles para el Bakhcha-U son el 3UOF17 y el 3UOF19; el primero tiene una velocidad de salida de 250 m/s y el segundo alcanza 355 m/s. El 3UOF19 también proporciona una detonación de proximidad sustancialmente mayor que aumenta el radio letal de la explosión. Cuando se implementa en la torreta Bakhcha-U, el alcance del 2A70 aumenta a 7 km con sus rondas no guiadas.
Un cañón automático 2A72 de 30 mm está montado coaxialmente con el cañón estriado 2A70. La torreta del BMD-4 contiene un total de 500 rondas listas para ser utilizadas por su cañón automático, de las cuales 245 son de alto explosivo y el resto es un zueco de descarte perforante. Este cañón automático dispara proyectiles con una velocidad de salida de 1120 m/s y una velocidad de disparo cíclica de 350 a 400 rds/min. Los proyectiles disparados pueden penetrar 22 mm de blindaje homogéneo laminado (RHA) desde un alcance de 2000 m mientras impactan en un ángulo de 60°. La contaminación mínima por gas de la torreta se logra mediante un desbloqueo retardado debido a la acción de retroceso largo de un solo cañón y la expulsión de la caja hacia adelante. La ametralladora PKT de 7,62 mm está montada coaxialmente con armas de 100 mm y 30 mm. Se transportan 2000 cartuchos en la torreta de la ametralladora PKT; todo combinado en un cinturón para eliminar la recarga.
El cañón de tanque de 100 mm también es capaz de disparar el misil guiado antitanque 9M117M1 Arkan (ATGM), que es un desarrollo adicional del 9M117 Bastion (nombre de informe de la OTAN: AT-10 Stabber). Con un peso de 21,5 kg, este ATGM tiene un valor de penetración de 750 a 800 mm de RHA detrás de blindaje reactivo explosivo (ERA). La torreta tiene cuatro misiles 9M117M1 y se lanza a través del cañón de 100 mm, lo que garantiza una ventaja crucial debido a que la carga es completamente interna en lugar de externa a diferencia de otros vehículos de combate de infantería. Mientras viaja a una velocidad promedio de 300 m/s, el Arkan es guiado por un rayo láser y es capaz de destruir objetivos a una distancia de hasta 5,5 km.

#### Secundario
Como uno de los IFV más fuertemente armados, el BMD-4 posee múltiples armamentos secundarios. Estas armas secundarias incluyen una ametralladora PKT de 7,62 mm y un puesto de lanzamiento 9P135M capaz de disparar misiles antitanque adicionales. La PKT es operada por el pasajero sentado hacia el frente y montado en la proa hacia la izquierda. Esta arma montada en el arco es desmontable y portátil para una mayor versatilidad. El lanzador de misiles 9P135M está montado hacia el techo y también es desmontable.
La RPK-74 está montado en proa hacia el lado derecho del vehículo. Tiene un alcance máximo de 800 metros y dispara rondas de 5,45x39 mm que también son utilizadas por el AK-74 en servicio con las fuerzas armadas rusas.
El BMD-4 puede operar ATGM adicionales. Esto es posible gracias al puesto de lanzamiento 9P135M que dispara los misiles guiados por cable Fagot (nombre de informe OTAN: AT-4 Spigot) y Konkurs (nombre de informe OTAN: AT-5 Spandrel). El misil Fagot es un ATGM de corto alcance con un alcance efectivo de 2 km. Mientras vuela a una velocidad media de 186 m/s, penetra 480 mm de RHA. El Fagot-M es una variante mejorada que tiene un alcance efectivo aumentado de 2,5 km y una penetración de 550 mm de RHA. El misil Konkurs tiene un alcance efectivo de 4000 m vuela a una velocidad promedio de 206 m/s. El misil Konkurs original penetra entre 750 y 800 mm de RHA mientras que el Konkurs-M mejorado penetra entre 750 y 800 mm de RHA después de ERA debido a una ojiva tándem adicional. El campo de tiro se reduce a 2500 m durante la noche.

### Protección
El peso del BMD-4 se logra utilizando una aleación de aluminio para el casco en lugar de acero como armadura. Esta armadura protege el BMD-4 de armas de 30 mm como su propio cañón automático 2A72 hacia el frente, y fuego de armas pequeñas y astillas de proyectiles hacia los lados. Para contrarrestar la guía infrarroja y las armas, seis descargadores de granadas de humo ZD6 de 81 mm en dos bancos de tres están montados hacia los lados de la torreta. Se proporciona un sistema de protección NBC y sistemas automáticos de extinción de incendios a toda la tripulación y los pasajeros para garantizar la supervivencia en un entorno con lluvia radiactiva.

### Sistema de control del fuego y sensores
El BMD-4 cuenta con un avanzado sistema de control de incendios (FCS). El sistema de armamento único proporcionado por el Bakhcha-U y el rendimiento de conducción confiable proporcionado por el chasis le dan al BMD-4 capacidades cualitativamente nuevas a las unidades de las fuerzas terrestres. El BMD-4 puede disparar todos sus armamentos primarios de manera efectiva independientemente de si el vehículo está estacionario o móvil, si es de día o de noche, o si está a flote o en tierra. El FCS implementa un aumento significativo de la efectividad del armamento al atacar una amplia gama de objetivos en condiciones climáticas y paisajísticas complicadas. Los cálculos balísticos avanzados permiten que el BMD-4 dispare desde una posición cerrada y se proporciona la capacidad de disparar eficazmente a objetivos aéreos lentos y bajos.
El FCS computarizado del BMD-4 está automatizado de día y de noche y cuenta con dos miras ópticas avanzadas tanto para el comandante como para el artillero. La vista panorámica del comandante IFV tiene una cobertura de azimut de 360° para buscar objetivos. Esta vista panorámica cuenta con imágenes térmicas y canales de búsqueda de rango con un alcance de hasta 10 km. La mira del artillero permite disparar todo tipo de armamento de día y de noche con un alcance de alcance de 10 km. Esta vista se combina con imágenes visuales, imágenes térmicas, canales de búsqueda de rango y un canal de guía de misiles. Con dos miras dedicadas para ambos operadores del Bakhcha-U, el BMD-4 tiene capacidades de cazador-asesino y el artillero puede usar la vista del comandante para atacar objetivos si su propia vista está desactivada o destruida. El comandante del vehículo también tiene la capacidad de anular el comando y tomar el control de la torreta y el cañón del artillero, teniendo ambos operadores de torretas el control total del armamento.

### Movilidad
Al igual que su predecesor, el BMD-4 es capaz de lanzarse en paracaídas desde la aeronave con toda la tripulación y los pasajeros dentro del vehículo, lo que permite que el compromiso del objetivo después del aterrizaje sea instantáneo. Un Il-76 puede transportar dos de estos vehículos a la vez en comparación con tres BMD-1 y BMD-2. Su motor es el 2V-06-2; el mismo que el del BMD-3. Este motor desarrolla una potencia total de 450 caballos de fuerza (hp). El BMD-4 también es completamente anfibio con dos chorros de agua montados a cada lado de la parte trasera del casco y puede nadar a velocidades de hasta 10 km/h en una escala Beaufort de 2. Con una alta relación potencia/peso, el BMD-4 presenta una aceleración superior en comparación con otros vehículos de combate de infantería. La velocidad máxima en una carretera es de 70 km/h el BMD-4 puede maniobrar en una pendiente de 60° y una de 35°. El BMD-4 puede atravesar zanjas de 1,8 m y subir obstáculos de 0,8 m de altura.
La suspensión de este vehículo es hidroneumática y proporciona un espacio libre del suelo ajustable de 130 a 530 mm con un espacio libre normal en la carretera de 450 mm. El conductor cambia el espacio libre y se puede cambiar en 10 segundos.

## Variantes

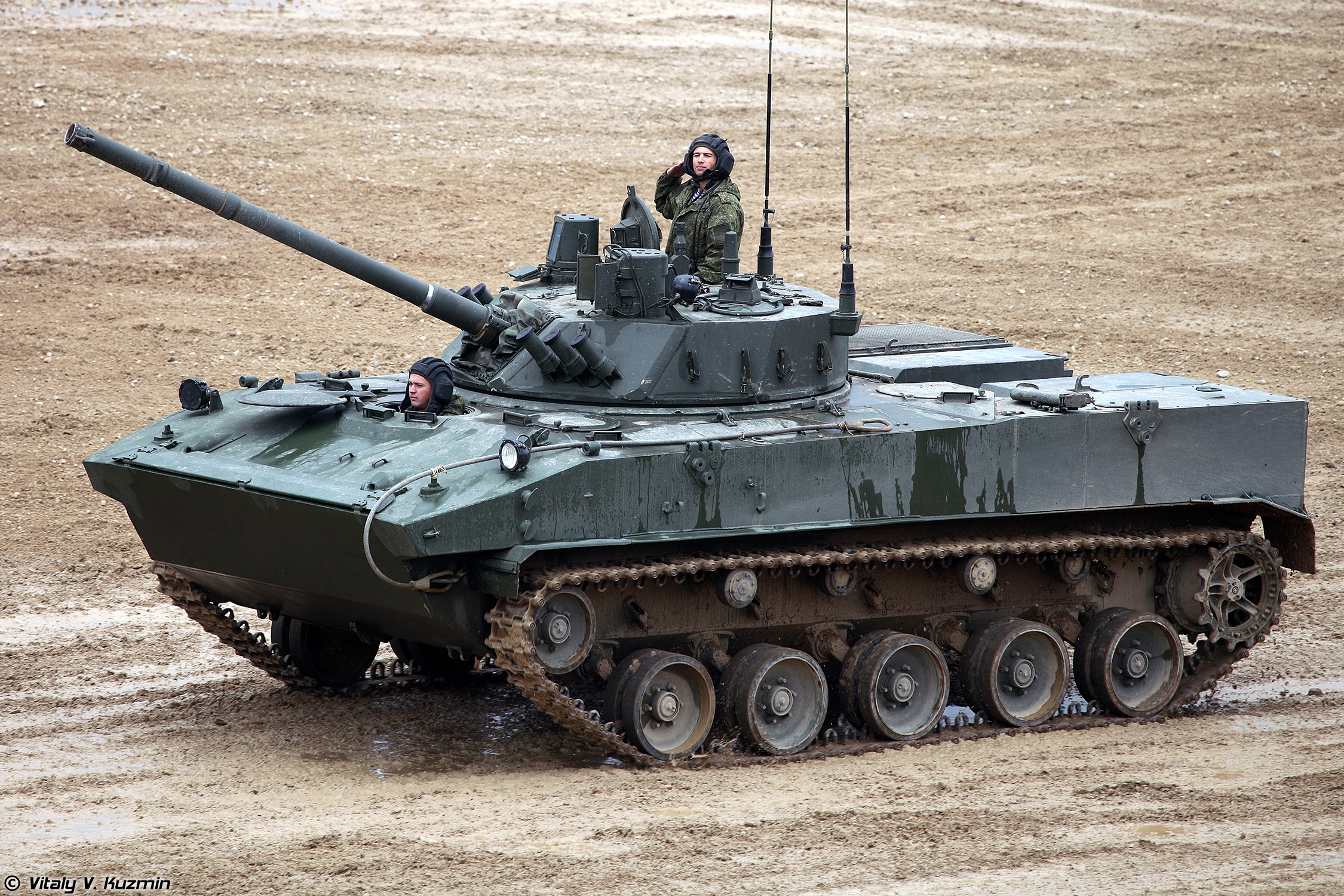
BMD-4M con protección adicional.

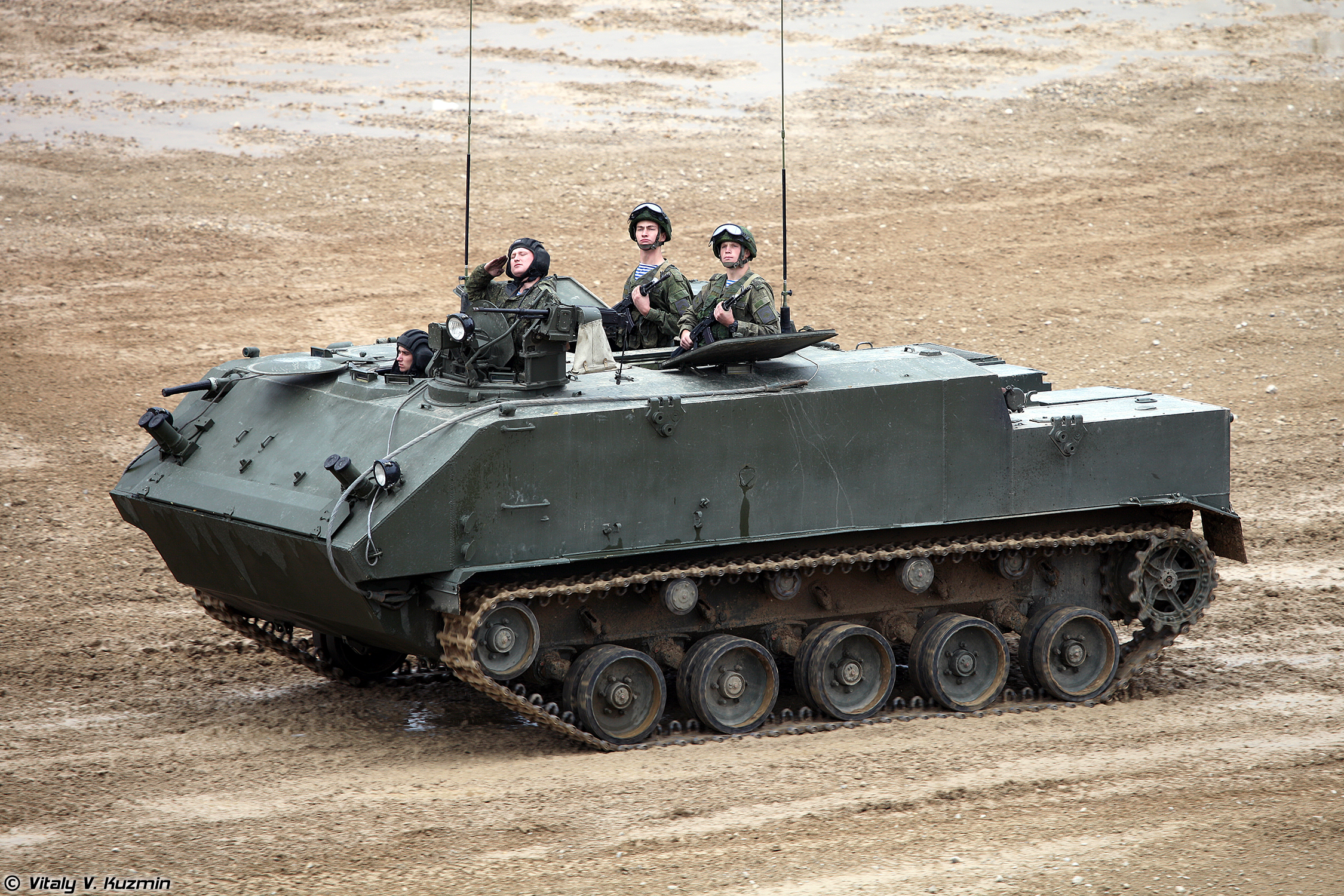
BTR-MDM

- BMD-4K – La variante comandante con una estación de radio adicional.
- BMD-4M – Una variante con unificación modular con el BMP-3.[8]
- BMD-4M Sinitsa – Una variante con mayor unificación modular con el BMP-3 y la torreta Sinitsa.
- BTR-MDM Rakushka – Un vehículo blindado de transporte de personal basado en BMD-4M. Puede transportar 3 tripulaciones y 12 tropas.
- 2S25 Sprut-SD- un cazacarros con el cañón antitanque 2A75.
  - En 2013 se realizó un nuevo pedido de cañones autopropulsados con orugas de 125 mm de repuesto 2S25. Está previsto que estos cazacarros se fabriquen utilizando el chasis del BMD-4 con la torreta sustituida por el cañón 2A46M-5 de 125 mm; el mismo cañón de ánima lisa utilizado en el T-90.[8]
- 2S42 Lotus – Mortero autopropulsado de 120 mm basado en BMD-4M.
- Ptitselov – Un sistema SAM autopropulsado que se puede lanzar desde el aire con doce misiles 9M337 basados en BMD-4M.[8]
- Sistema ATGM 9P163 Kornet-D1 autopropulsado con lanzamiento desde el aire basado en chasis BMD-4M.

### BMD-4M

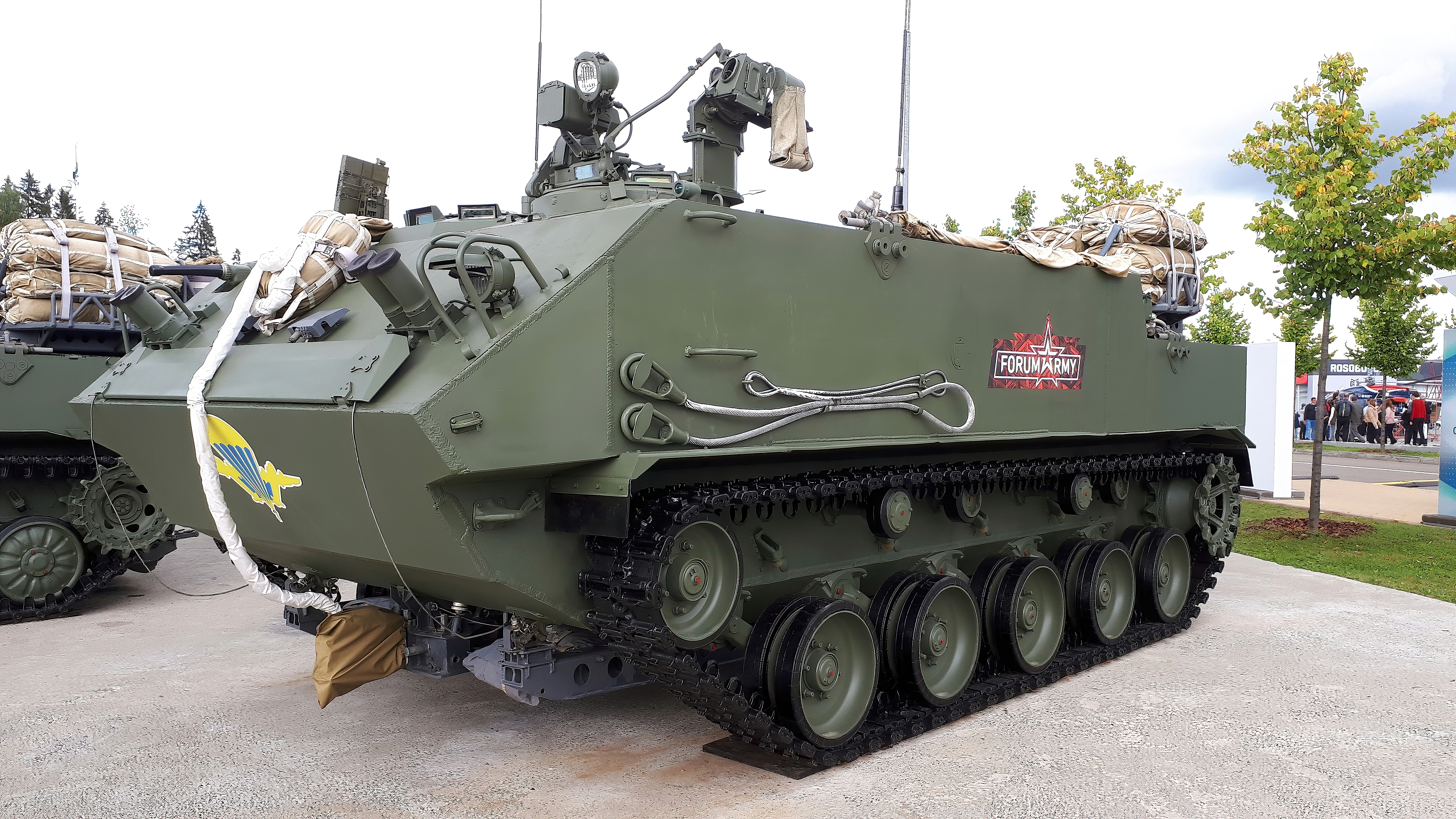
Transporte de personal blindado basado en BMD-4M

El BMD-4M fue presentado por Kurganmashzavod en 2008. Este vehículo conserva la torreta Bakhcha-U con una serie de otras innovaciones. Se garantiza una protección total de la tripulación a prueba de balas. Las aleaciones especiales ligeras y duraderas lo hacen posible sin que el vehículo pierda su capacidad para nadar o ser lanzado desde el aire. El motor más potente y compacto del BMP-3 está integrado en el BMD-4M; proporcionando 500 CV. En general, la unificación de unidades, plantas y sistemas del chasis BMD-4 modernizado con las mismas unidades, plantas y sistemas de BMP-3 es del 80%. Esto reduce los gastos de mantenimiento del vehículo de asalto aerotransportado en el ejército, lo que permite una reducción significativa del mantenimiento del servicio de los vehículos de combate aerotransportados en el ejército.

### BMD-4M Sinitsa
El BMD-4M Sinitsa se presentó en 2017. Este vehículo tiene el módulo de combate de torreta Sinitsa equipado con una vista panorámica montada en la parte superior con un canal de imágenes térmicas y que alberga un cañón de tanque/lanzador ATGM 2A70 de 100 mm, un cañón automático 2A72 de 30 mm y una ametralladora mediana PKMS de 7.62 mm. La unidad de potencia original y el sistema de transmisión se cambian a las partes utilizadas en el BMP-3 para estandarizar la producción y el suministro de repuestos.

### Kornet-D1
En enero de 2019, el Ministerio de Defensa ruso anunció que comenzaría las pruebas estatales del sistema de misiles antitanque 9P163 Kornet-D1, una versión del chasis BMD-4M modificado para disparar ATGM Kornet.

## Historia en combate

### Guerra Ruso-ucraniana

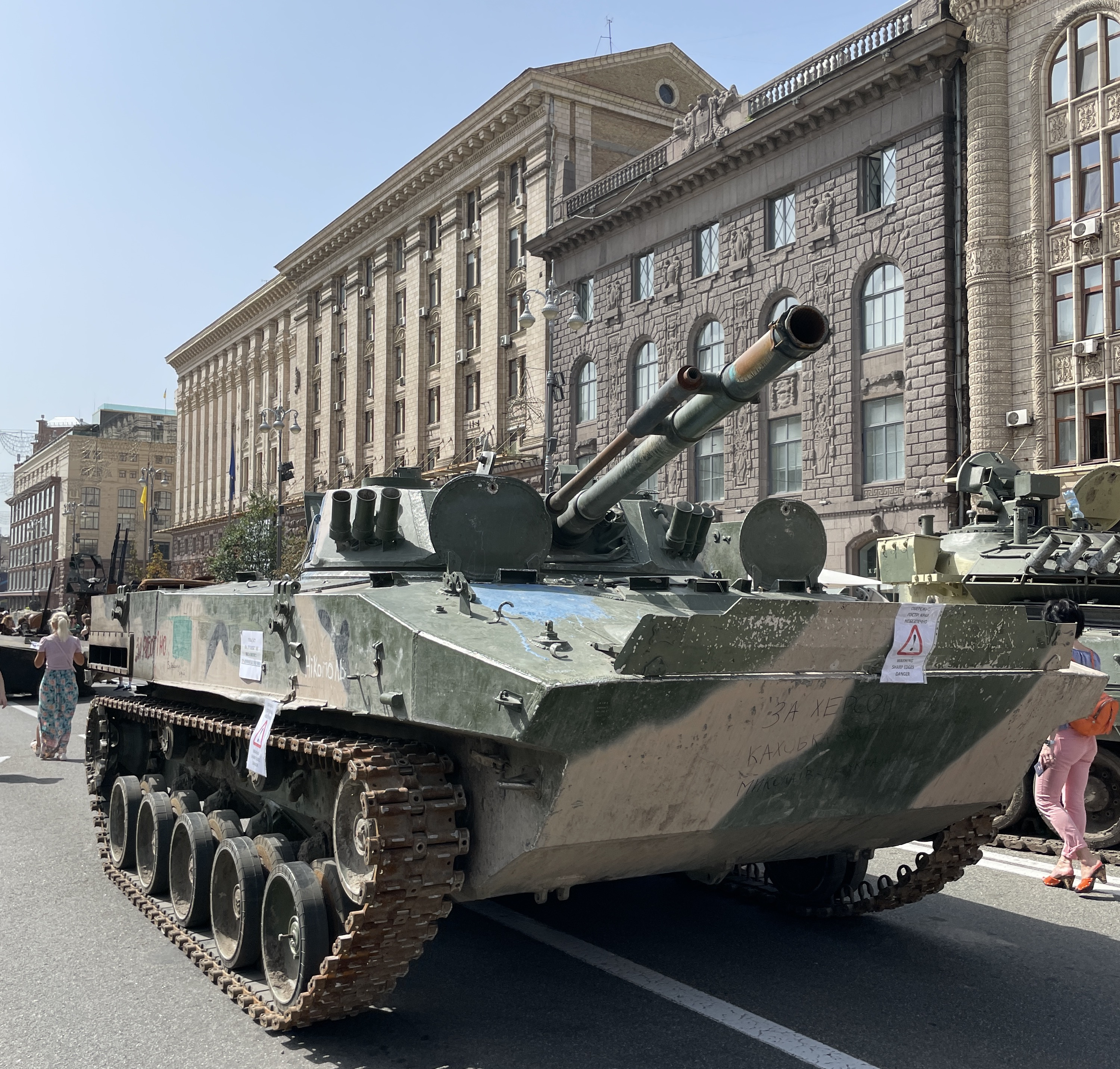
BMD-4 capturado en Kiev

- Invasión rusa de Ucrania de 2022[12]

## Operadores
Rusia
- Tropas aerotransportadas rusas – 8 kits de batallón (1 kit – 31 BMD-4M y 16 BTR-MDM) + una pequeña cantidad en las unidades de entrenamiento:[13]
  - Los primeros 17 BMD-4M en serie y 12 BTR-MDM se entregaron en 2015 a la Escuela de Comando Aerotransportado de Ryazan.
  - El kit rotativo de BMD-4M (diez máquinas) recibió el 242o Centro de entrenamiento aerotransportado en Omsk.

El primer lote de producción de los nuevos vehículos blindados BMD-4M y BTR-MDM "Rakushka", que comprende 24 unidades (12 cada uno) se transfirió a las tropas aerotransportadas rusas el 3 de marzo de 2015. El Ministerio de Defensa ruso recibirá más de 250 vehículos de combate BMD-4M de tropas aerotransportadas y vehículos blindados de transporte de personal BTR-MDM Rakushka durante tres años en virtud de un contrato. En el primer semestre de 2016 se entregaron 33 BMD-4M. En el segundo semestre de 2016 se entregaron 31 BMD-4M y 12 BTR-MDM. En total, se entregaron 60 BMD-4M y BTR-MDM en 2016. Se entregaron 10 BMD-4M y 15 BTR-MDM a principios de 2017. Aproximadamente 50 BMD-4M y BTR-MDM se entregaron en abril de 2017, y alrededor de 50 BMD-4M y BTR-MDM en agosto de 2017. Hubo una nueva entrega a principios de 2018. El Ministerio de Defensa ruso y la Oficina de Diseño de Shipunov han firmado un contrato para la entrega de 190 vehículos de combate de infantería aerotransportada BMD-4M y APC BTR-MDM Rakushka a las tropas aerotransportadas rusas en 2018–2020. Antes de 2020 se entregarán un total de 132 vehículos de combate de infantería aerotransportada BMD-4M y 58 vehículos blindados de transporte de personal BTR-MDM Rakushka. En marzo de 2019 se entregaron 31 BMD-4M y 8 BTR-MDM. El Ministerio de Defensa ruso recibió 42 AIFV BMD-4M de la planta de Kurganmashzavod en julio de 2019. El séptimo batallón de equipo militar para los paracaidistas de Pskov se transfirió con 31 BMD-4M y ocho BTR-MDM 'Rakushka' en enero de 2020 y otro que incluía alrededor de 40 BMD-4M y BTR-MDM se entregó en junio de 2020.
- Ucrania

- Fuerzas Armadas de Ucrania - varios autos capturados y usados